# 1007 (عدد)
ألف وسبعة 1007 هو عدد صحيح، يلي العدد 1006 وويسبق العدد 1008.

## في الرياضيات

### خصائص
- عدد طبيعي.[3]
- عدد فردي.[4]
- عدد موجب،[5] السالب منه هو -1007.[6]

## في التاريخ
- 1007 هـ هي سنة في التقويم الهجري.
- هي سنة 1007 م في التقويم الميلادي.

## وصلات خارجية
الأعداد الصاتمة، ديوان اللغة العربية.